# Ибське сільське поселення
И́бське сільське поселення (рос. Ыбское сельское поселение) — муніципальне утворення у складі Сиктивдинського району Республіки Комі, Росія. Адміністративний центр — село Иб.

## Населення
Населення — 846 осіб (2017, 862 у 2010, 1038 у 2002, 1487 у 1989).

## Склад
До складу поселення входять такі населені пункти:
| Населений пункт       | Населення, осіб (1989) | Населення, осіб (2002) | Населення, осіб (2010) |
| --------------------- | ---------------------- | ---------------------- | ---------------------- |
| Березник, присілок    | 38                     | 18                     | 3                      |
| Захарово, присілок    | 454                    | 333                    | 240                    |
| Иб, село              | 743                    | 515                    | 513                    |
| Каргорт, присілок     | 121                    | 106                    | 38                     |
| Малцевгрезд, присілок | 131                    | 66                     | 68                     |